# مانثارا
مانثارا (بالإنجليزية: Manthara)‏ ( (بالسنسكريتية: मंथरा)‏ في الملحمة الهندوسية رامايانا أقنعت الملكة كايكيي بأن عرش المهراجا ينتمي إلى ابنها بهاراتا وأن ابنها - ولي العهد راما (بطل رامايانا ) - يجب أن يتم نفيه من المملكة.

## المظهر والتاريخ
يقال أن مانثارا تتميز بالحدب والقبح والعداء في المظهر. و أن مانثارا خبيرة في الحديث وامرأة ماكرة يمكنها التلاعب بالناس بسهولة للحصول على ما تريد.
ويقال أن مانثارا هي تجسيد للاكشمي ، القرين الأبدي لكالي بوروشا. في حياتها السابقة ، كانت قد قامت بالتكفير عن اللورد رودرا وتراكمت الفضيلة فيها لتصبح واحدة من بين العديد من الراقصات السماوية .
مع العلم جيدًا أنها كانت روحًا شريرة ، الا ان براهما امرها أن تلد مثل مانتارا وتخلق عقبات في إنشاء راما راجيا على الأرض من خلال تريتا يوغا.

## المظهر في إصدارات أخرى

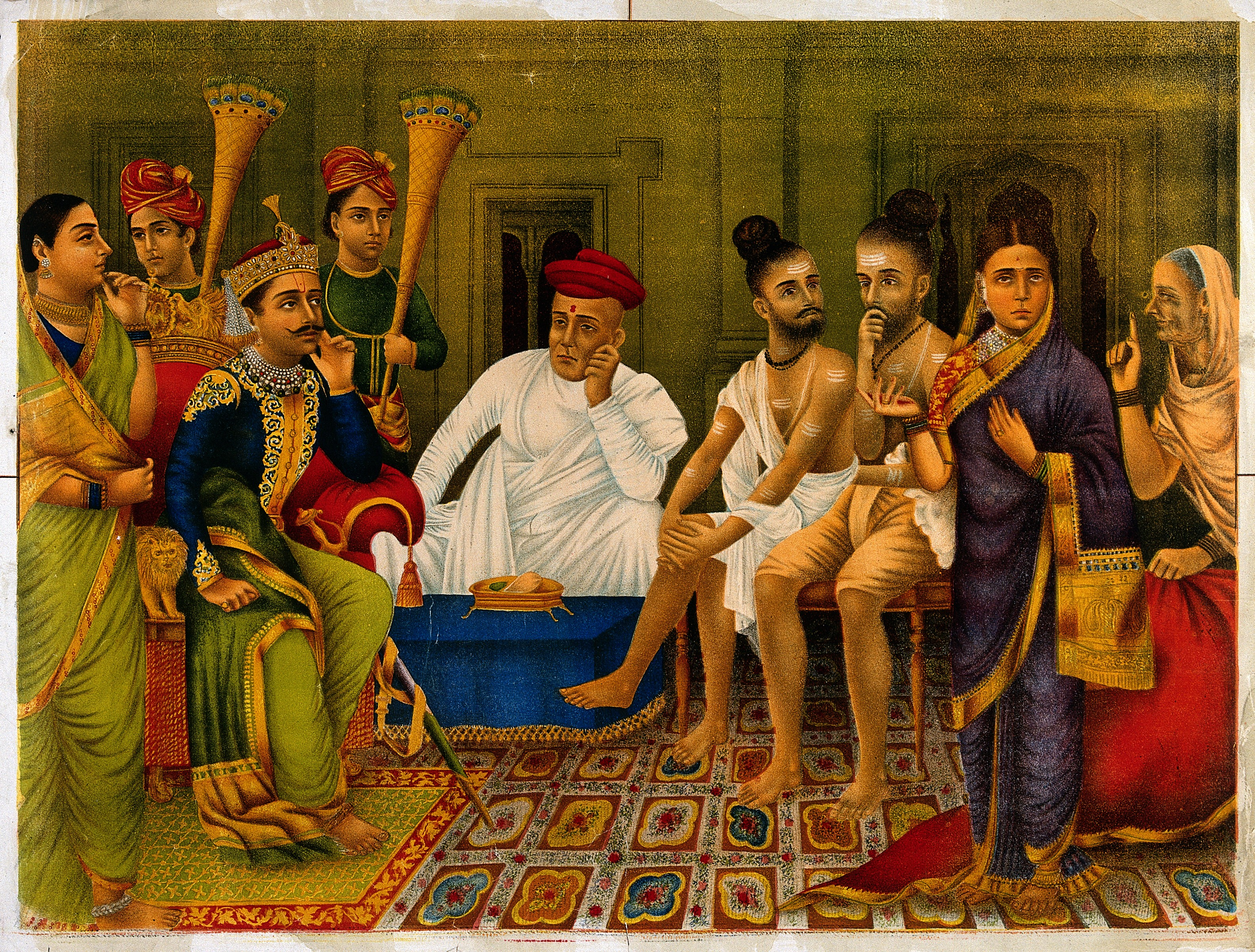
مطالبة داشاراتا في المحكمة بطرد راما من قبل كايكيي وعبدتها الحدباء Manthara

- ذكرت نسخة التيلجو قصة صغيرة تضم راما ومانتارا في الكاندا . عندما كان راما يلعب بالكرة والعصا ، رمي مانتارا فجأة الكرة بعيداً عن راما. في غضب ، ضربتها راما على ركبتها بعصا وركبتها مكسورة. تم نقل هذه الرسالة إلى الملك داشاراثا التي كتبها كايكي. يقرر الملك إرسال راما وأبنائه الآخرين إلى المدرسة. هذه الحادثة تجعل الملك يفكر بمسؤوليته عن تعليم أبنائه حتى يتعلموا ويصبحوا حكماء. لقد طور مانثارا نوعًا من العداء تجاه راما وكان ينتظر فرصة للانتقام منه. ويقال أيضًا أنه خلال طفولة راما ، كان كايكي يحب راما أكثر من بهاراتا ويقضي المزيد من الوقت معه. هذا جعل مانتارا يشعر بالغيرة من راما.
- في عام 2015 ، رواية Amish Tripathi Ram: Scion of Ikshvaku (الكتاب الأول من سلسلة Ram Chandra ) صورت Manthara على أنها امرأة غنية ، حتى أغنى من سابت ينذو الذي كان صديقًا لـ كايكي. [1]

## تسمم عقل كايكي
كخادمة عائلة كايكي ، عاشت مانثارا معها منذ وقت ولادتها. عندما تسمع أن الملك داشاراثا يخطط لجعل ابنه الأكبر ، راما ، أميرا وصياً (بدلاً من بهاراتا ، طفله من قبل كايكي) ، تطير وهي عارمة الغضب وتبلغ ألاخبار لكايكي. كايكي يكون مسرور في البداية ويسلم مانثارا عقد من اللؤلؤ.

## مخطط مانثارا

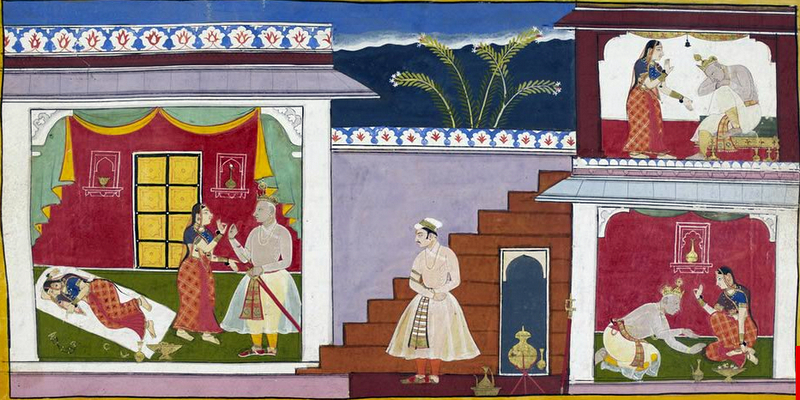
تعد داشاراتا بإبعاد راما عن رغبات كايكي. ورقة من مخطوطة أيوديا كاند

تذكّر مانثارا كايكي النعمتين اللتين أعطتها لها داشاراثا عندما أنقذت حياتها ذات مرة في معركة سماوية. كانت كايكي قد احتفظت بهذه النعم في وقت سابق ، وأعلنت مانثارا أن هذا هو الوقت المناسب لطلبها. تنصح كايكيي بالاستلقاء في غرفتها وهي ترتدي ملابس متسخة وبلا زينة. عليها أن تبكي وتبكي متظاهرة بالغضب. عندما تأتي داشاراثا لتواسيها ، يجب أن تطلب على الفور النعم. ستكون النعمة الأولى أن يصبح بهاراتا الملك. النعمة الثانية هي أن راما يجب أن يرسل إلى الغابة للنفي لمدة أربعة عشر عاما. تعتقد ماناراثا أن الإبعاد لمدة أربعة عشر عامًا سيكون طويلًا بما فيه الكفاية ل بهاراتا لتعزيز موقعه في الإمبراطورية ونسج طريقه إلى قلوب الناس.

## دخول شاتروغنا
تظهر مانتارا مرة واحدة فقط في رامايانا بعد إبعاد راما. بعد أن كافأها كايكي بملابس ومجوهرات باهظة الثمن ، تمشي في حدائق القصر عندما يأتي بها بهاراتا وأخيه غير الشقيق شتروغنا . برؤيتها ، شاتروغنا تغضب بشدة بسبب إبعاد راما وتعتدي عليها بقتل. كايكي يطالب بهاراتا لإنقاذها ، قائلاً لشاتروغنا أنه من الخطيئة أن تقتل امرأة وأن راما سيكون غاضبًا منهما على حد سواء إذا فعل مثل هذا الشيء. ثم يرحل ويغادر الإخوة ، بينما يحاول كايكي تهدئة مانثارا.

## تصوير في السينما والتلفزيون
في مسلسل راماناند ساجار التلفزيوني الناجح للغاية ، تم تمثيل دور مانتارا من قبل الممثلة المخضرمة لاليتا باوار . في هذا المسلسل التلفزيوني ، تبين أنه عندما تعود راما إلى أيوديا بعد المنفى ، تذهب لمقابلة مانثارا ، الذي تم سجنه في غرفة مظلمة. رؤية راما ، توقع مانتهارا تحت قدميه وتجعلها تعتذر عن كل ذنوبها ثم يغفر لها راما.